# Convertibilitat
La convertibilitat és un sistema monetari que fixa, mitjançant una llei, el valor d'una moneda amb el d'una altra moneda més estable (generalment el dòlar o l'euro) o un altre patró (l'or). L'avantatge d'un sistema monetari convertible és assolir la previsibilitat en el valor d'una moneda i evitar salts inesperats en la seva cotització. L'inconvenient és la rigidesa monetària, que pot arribar a causar valors irreals (sobrevaloració o subvaloració), amb què s'impedeix que l'elasticitat del preu de la moneda corregeixi aquests tipus de situacions.
Fins que es va abandonar el patró or, aquest metall acostumava a ser escollit com a referència per a un sistema convertible. Després es va imposar el dòlar dels Estats Units i actualment, en alguns països, l'euro comença a ser usat amb aquesta finalitat.
Hi ha també un sistema anomenat cistella de monedes que bàsicament és una convertibilitat, però prenent com referència més d'una moneda; per exemple, la suma del dòlar i l'euro dividida per dos. Aquest sistema, que pot ser més flexible que la convertibilitat, no és gaire usat.

## Història
En el període 1890-1931, molts països implementaren la convertibilitat amb l'or. Amb la gran depressió de 1929, gairebé tots els països abandonaren la convertibilitat.
El 1944, a la conferència de Bretton Woods, s'establí la convertibiltat del dòlar EUA amb l'or a 35 dòlars l'unça, però el 15 d'agost de 1971 aquesta paritat desaparegué.
Actualment hi ha molts països amb convertibilitat, que inclouen les Bahames, Bermuda, Hong Kong, Letònia, Lituània i Singapur. A l'Argentina la convertibilitat ha donat problemes econòmics com la crisi de desembre de 2001. També tingueren problemes per això Hong Kong el 1997 i el Brasil el 1998.